# جفت

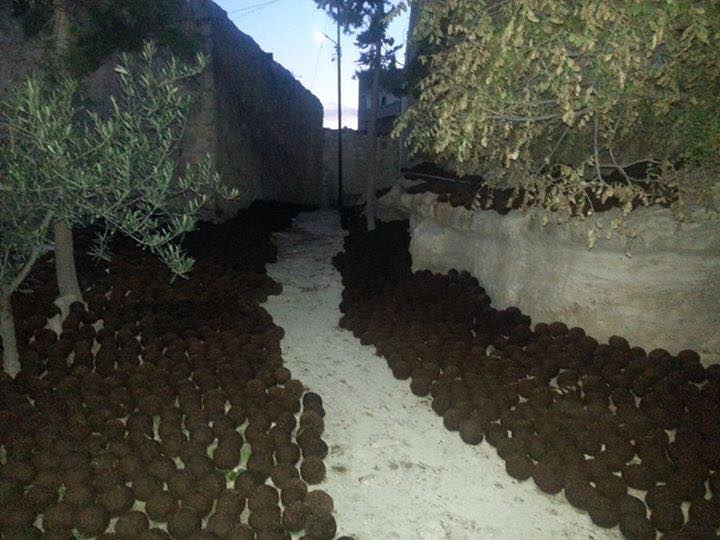
جفت الزيتون في ربوع المزار الشمالي في الأردن تحضيرا للشتاء

الجفت أو تفل الزيتون أو الفيتورة هو بقايا الزيتون بعد استخراج الزيت منه. لا يمكن الحصول عليه إلا في الخريف أو بدايات الشتاء بعد موسم قطف الزيتون وعصره.

## طريقة تصنيعه
تؤخذ مخلفات الزيتون من عجم ولب الزيتون وغيره بعد عصر الزيتون ثم تعجن داخل خلاطات معصرة الزيتون وتضغط بكابس.

## استعمالاته
يستعمل الجفت عادة في المواقد بدل الحطب نظراً لتكلفته الشرائية المنخفضة وارتفاع الوقود الصناعي من ديزل وغاز وكهرباء. يفضل البعض استعماله في مواقد الحطب كرفض لما يقوم به تجار الحطب من قطع أشجار الأراضي الحرجية بهدف التكسب. بعض المصادر ترى أنه ضار بالبيئة عند حرقه في المواقد.[بحاجة لمصدر]
يتواجد بكميات كبيرة في الأردن نظراً لاشتهار البلد بزراعة الزيتون. أدخلته الجامعة الأردنية في تجاربها على تحسين الأعلاف بهدف تسمين الحملان، وأظهرت النتائج تجاوباً بزيادة 15% على وزن الحمل دون أن يحدث أي أثر سلبي على صحة الحيوانات.